# 썬번키즈
2005년생으로, 싱어송라이터 겸 비주얼 디렉터로 활동하고 있다.
아티스트 ‘지올팍’ 등 다양한 아티스트의 뮤직비디오 스타일링, 영상 비주얼 디렉팅을 진행했다.
자기 의류 브랜드 “찬 Chan”의 크리에이티브 디렉터로도 활동 중이다.
음악, 뮤직비디오, 포토 비주얼 등을 초등학생 시절부터 모두 독학하였다. 
2024년 10월에는 그의 첫 정규앨범인 “Elephant in the room”을 발매, 자신만의 취향과 표현 방식으로 뮤직비디오들을 직접 연출하였다.

## 음반 목록

### 싱글
- 1MIN (2023)

### EP
- CRY BOYS MIXTAPE  (2023)

| # | 곡명            |
| - | --------------- |
| 1 | CRYBOY          |
| 2 | 1MIN            |
| 3 | HOW MUCH?       |
| 4 | 2TYPE           |
| 5 | DOG             |
| 6 | SHALL WE DANCE? |

### LP
- Elephant in the room (2023)

| #  | 곡명           |
| -- | -------------- |
| 1  | Babel Top      |
| 2  | Crook          |
| 3  | Red Cheek Boys |
| 4  | Fisherman      |
| 5  | Time           |
| 6  | The fence      |
| 7  | Erlkönig       |
| 8  | Acne Scar      |
| 9  | Nomad          |
| 10 | Playground     |
| 11 | Agustin        |